# Aquilaria malaccensis
Aquilaria malaccensis, även aquilaria agallocha eller aquilaria secundaria, är ett träd i örnträdssläktet som växer vilt i Asien. Dess ved säljs under namn som agarträ, aloeved eller aloeträ och används bland annat i form av flis eller spån till rökelse och framställning av parfym (oud).
Trädet blir upp till 40 meter högt, växer snabbt och har ljus ved. Trädet kan bli över femtio år om det inte drabbas av svamp eller andra sjukdomar. Kärnveden är ljusgul och luktlös och blir så småningom tung, hård och svart. Det blir till och med så tungt att det sjunker i vatten direkt. Bladen är spetsigt äggformade med mittenfibrer, läderartade, glansiga. Fjärde året kommer små blommor. De är vita och liknar böjda örnnäbbar.
Trädet är hotat av bland annat skövlingen av tropisk regnskog samt av okontrollerad handel med dess ved. Det är upptaget som akut hotat på IUCN:s rödlista och finns med på CITES lista över hotade arter.